# Чемпіонат світу з біатлону серед юніорів 2018
52-й Юніорський чемпіонат світу з біатлону 2018 та 17-й серед юнаків та дівчат (англ. IBU youth/junior world championships biathlon 2018) проходив у Отепяе, Естонія з 26 лютого по 4 березня 2018 року.
У ході змагань серед юнаків та дівчат (до 19 років), а також черед юніорів та юніорок (до 21 року) було розіграно 16 комплектів нагород, по 4 в індивідуальній гонці, спринті, гонці-переслідуванні та естафеті.

## Медальний залік
| Місце | Країна    | Золото | Срібло | Бронза | Загалом |
| ----- | --------- | ------ | ------ | ------ | ------- |
| 1     | Росія     | 8      | 2      | 5      | 15      |
| 2     | Швеція    | 3      | 0      | 1      | 4       |
| 3     | Польща    | 2      | 1      | 0      | 3       |
| 4     | Норвегія  | 1      | 4      | 4      | 9       |
| 5     | Франція   | 1      | 2      | 4      | 7       |
| 6     | Чехія     | 1      | 2      | 1      | 4       |
| 7     | Фінляндія | 0      | 2      | 0      | 2       |
| 8     | Німеччина | 0      | 1      | 0      | 1       |
| 8     | Італія    | 0      | 1      | 0      | 1       |
| 8     | Україна   | 0      | 1      | 0      | 1       |
| 11    | Швейцарія | 0      | 0      | 1      | 1       |
| РАЗОМ | РАЗОМ     | 16     | 16     | 16     | 48      |

## Розклад
Весь час місцевий (МСК 2).
| Дата      | Час   | Подія                                       |
| --------- | ----- | ------------------------------------------- |
| 26 лютого | 11:00 | Індивідуальна гонка (дівчата) 10 км         |
| 26 лютого | 14:00 | Індивідуальна гонка юніорів (юнаки) 12,5 км |
| 27 лютого | 12:05 | Естафета 3 × 6 км (юніорки)                 |
| 27 лютого | 13:40 | Естафета 4 × 7,5 км (юніори)                |
| 28 лютого | 13:05 | Естафета 3 × 6 км (дівчата)                 |
| 28 лютого | 14:40 | Естафета 4 × 7,5 км (юнаки)                 |
| 1 березня | 12:00 | Індивідуальна гонка 12.5 км (юніорки)       |
| 1 березня | 15:00 | Індивідуальна гонка 15 км (юніори)          |
| 2 березня | 11:00 | Спринт 6 км (дівчата)                       |
| 2 березня | 14:00 | Спринт 7.5 км (юнаки)                       |
| 3 березня | 11:00 | Спринт 7.5 км (юніорки)                     |
| 3 березня | 14:00 | Спринт 10 км (юніори)                       |
| 4 березня | 11:00 | Переслідування 7.5 км (дівчата)             |
| 4 березня | 12:00 | Переслідування 10 км (юнаки)                |
| 4 березня | 14:15 | Переслідування 10 км (юніорки)              |
| 4 березня | 15:20 | Переслідування 12,5 км (юніори)             |

## Результати гонок чемпіонату

#### Юніори
| Гонка:                             | Золото                                                                      | Золото                                                    | Срібло                                                                            | Срібло                                                    | Бронза                                                                  | Бронза                                                    |
| ---------------------------------- | --------------------------------------------------------------------------- | --------------------------------------------------------- | --------------------------------------------------------------------------------- | --------------------------------------------------------- | ----------------------------------------------------------------------- | --------------------------------------------------------- |
| Індивідуальна гонка 15 км Протокол | Ігор Маліновський Росія                                                     | 41:48.5 (1+1+1+0)                                         | Стурла Холм Льогрід Норвегія                                                      | 42:07.9 (1+1+0+1)                                         | Саїд Карімула Халілі Росія                                              | 42:11.5 (0+1+1+0)                                         |
| Спринт 10 км details               | Василь Томшин Росія                                                         | 25:01.8 (0+0)                                             | Мартін Перріллат-Боттонет Франція                                                 | 25:22.3 (1+0)                                             | Сверре Дален Аспенс Норвегія                                            | 25:31.2 (0+2)                                             |
| Переслідування 12,5 км details     | Сверре Дален Аспенс Норвегія                                                | 34:16.7 (0+0+0+0)                                         | Мартін Перріллат-Боттонет Франція                                                 | 35:37.8 (0+0+1+0)                                         | Йоханнес Дейл Норвегія                                                  | 36:03.1 (0+0+2+2)                                         |
| Естафета 4×7,5 км Протокол         | Росія Саїд Карімула Халілі Василь Томшин В'ячеслав Малєєв Ігор Маліновський | 1:25:21.2 (0+0) (0+0) (0+2) (0+0) (0+2) (0+3) (0+0) (0+2) | Норвегія Сіверт Гутторм Баккен Йоханнес Дейл Endre Strømsheim Стурла Холм Льогрід | 1:26:18.3 (0+3) (0+1) (3+3) (0+3) (0+1) (0+1) (0+1) (0+0) | Франція Гюго Рівейл Емілієн Клод Морган Ламур Мартін Перріллат-Боттонет | 1:28:06.8 (0+2) (0+1) (0+1) (0+0) (0+1) (2+3) (0+1) (0+0) |

#### Юніорки
| Гонка:                               | Золото                                                    | Золото                                        | Срібло                                                                                    | Срібло                                        | Бронза                                                    | Бронза                                        |
| ------------------------------------ | --------------------------------------------------------- | --------------------------------------------- | ----------------------------------------------------------------------------------------- | --------------------------------------------- | --------------------------------------------------------- | --------------------------------------------- |
| Індивідуальна гонка 12,5 км Протокол | Каміла Жук Польща                                         | 41:36.1 (1+1+0+0)                             | Анна Кривонос. Україна                                                                    | 44:40.8 (0+1+1+0)                             | Ірина Казакевич Росія                                     | 44:56.1 (2+1+0+0)                             |
| Спринт 7,5 км details                | Каміла Жук Польща                                         | 22:32.5 (0+1)                                 | Маркета Давідова Чехія                                                                    | 22:58.5 (0+2)                                 | Міртилі Бєгью Франція                                     | 23:24.5 (0+0)                                 |
| Переслідування 10 км details         | Маркета Давідова Чехія                                    | 32:52.6 (1+0+2+1)                             | Каміла Жук Польща                                                                         | 33:20.7 (1+2+3+0)                             | Міртилі Бєгью Франція                                     | 33:46.4 (0+1+1+1)                             |
| Естафета 3×6 км Протокол             | Франція Каміль Бенед Міртилі Бєгью Lou Jeanmonnot-Laurent | 1:02:52.1 (0+1) (0+0) (0+2) (1+3) (0+0) (0+2) | Норвегія Уне Крістіне Тронереду Квелване Емілі Еггейм Калкенберг Kjersti Kvistad Dengerud | 1:03:09.6 (1+3) (1+3) (0+1) (0+3) (0+0) (0+1) | Росія Поліна Шевніна Емма Тимербулатова Валерія Васнєцова | 1:03:32.2 (0+3) (0+3) (0+2) (0+1) (0+1) (2+3) |

#### Юнаки
| Гонка:                               | Золото                                                | Золото                                        | Срібло                                              | Срібло                                        | Бронза                                                          | Бронза                                        |
| ------------------------------------ | ----------------------------------------------------- | --------------------------------------------- | --------------------------------------------------- | --------------------------------------------- | --------------------------------------------------------------- | --------------------------------------------- |
| Індивідуальна гонка 12,5 км Протокол | Михайло Первушин Росія                                | 37:41.2 (0+0+0+1)                             | Філіп Андерсен Норвегія                             | 37:53.5 (1+0+0+0)                             | Мартін Буржуа-Републіка Франція                                 | 38:28.4 (0+1+0+1)                             |
| Спринт 7,5 км Протокол               | Михайло Первушин Росія                                | 20:17.3 (0+0)                                 | Томмазо Джакомель Італія                            | 20:39.2 (0+0)                                 | Витеслав Горніг Чехія                                           | 20:55.9 (0+1)                                 |
| Переслідування 10 км details         | Андрій Віухін Росія                                   | 29:31.2 (1+1+1+1)                             | Михайло Первушин Росія                              | 29:48.0 (1+0+2+1)                             | Олексій Огорельков Росія                                        | 30:43.3 (0+0+0+2)                             |
| Естафета 3×7,5 км Протокол           | Росія Денис Таштимеров Андрій Віухін Михайло Первушин | 1:04:51.1 (0+0) (0+2) (1+3) (1+3) (0+0) (0+0) | Чехія Витеслав Горніг Томаш Микиська Мікулаш Карлік | 1:07:21.1 (0+2) (0+0) (0+0) (0+1) (0+1) (0+3) | Норвегія Ерік Сілсенд Герхардсен Мартін Альфхайм Філіп Андерсен | 1:07:55.6 (0+1) (0+1) (0+1) (1+3) (0+2) (1+3) |

#### Дівчата
| Гонка:                             | Золото                                                      | Золото                            | Срібло                                                 | Срібло                                        | Бронза                                                          | Бронза                                        |
| ---------------------------------- | ----------------------------------------------------------- | --------------------------------- | ------------------------------------------------------ | --------------------------------------------- | --------------------------------------------------------------- | --------------------------------------------- |
| Індивідуальна гонка 10 км Протокол | Ельвіра Карин Оберг Швеція                                  | 35:35.9 (1+0+0+0)                 | Анастасія Шевченко Росія                               | 36:11.5 (1+0+0+1)                             | Анастасія Гореєва Росія                                         | 36:29.7 (1+2+0+0)                             |
| Спринт 6 км Протокол               | Ельвіра Карин Оберг Швеція                                  | 19:46.7 (0+1)                     | Хейді Ніккінен Фінляндія                               | 19:59.8 (1+0)                                 | Аманда Лундстрем Швеція                                         | 20:03.4 (0+0)                                 |
| Переслідування 7,5 км details      | Анастасія Гореєва Росія                                     | 24:24.0 (0+0+1+2)                 | Франциска Пфенюр Німеччина                             | 24:41.5 (0+1+0+0)                             | Емі Базерга Швейцарія                                           | 24:53.0 (0+0+1+1)                             |
| Естафета 3×6 км Протокол           | Швеція Аманда Лундстрем Елла Халварссон Ельвіра Карин Оберг | 1:03:19.8 (0+0) (0+3) (0+0) (0+0) | Фінляндія Дженні Керенен Каїса Керьонен Хейді Ніккінен | 1:03:19.8 (0+1) (0+1) (0+2) (1+3) (0+0) (1+3) | Норвегія Марте Кракстад Югансен Sigrid Bredde Vig Юні Арнеклеєв | 1:03:56.8 (0+0) (0+2) (1+3) (0+0) (0+0) (1+3) |